# Ferroviário Lichinga
Der Clube Ferroviário de Lichinga ist ein mosambikanischer Fußballverein mit Sitz in der Stadt Lichinga. Der Verein wurde 1924 gegründet und spielt derzeit in der Moçambola, der höchsten Spielklasse des Landes. In der Saison 2023 belegte der Verein den 7. Platz (von 12).

## Geschichte
Der Verein wurde am 13. Oktober 1924 in Lichinga in der Provinz Niassa gegründet. Wie viele andere Ferroviário-Clubs in Mosambik gehört dieser dem staatlichen Eisenbahnunternehmen Portos e Caminhos de Ferro de Moçambique, kurz CFM. Die CFM unterstützt den Verein finanziell und kündigte im März 2023 den Bau eines neuen Sportkomplexes (Estádio do Ferroviário de Lichinga) an. 2019 stieg die grüne Lokomotive erstmals in die Moçambola auf und belegte 2023 den siebten Platz.

## Erfolge
- Mosambikanischer Zweitligameister: 2019[4]